# Men and Women (film)

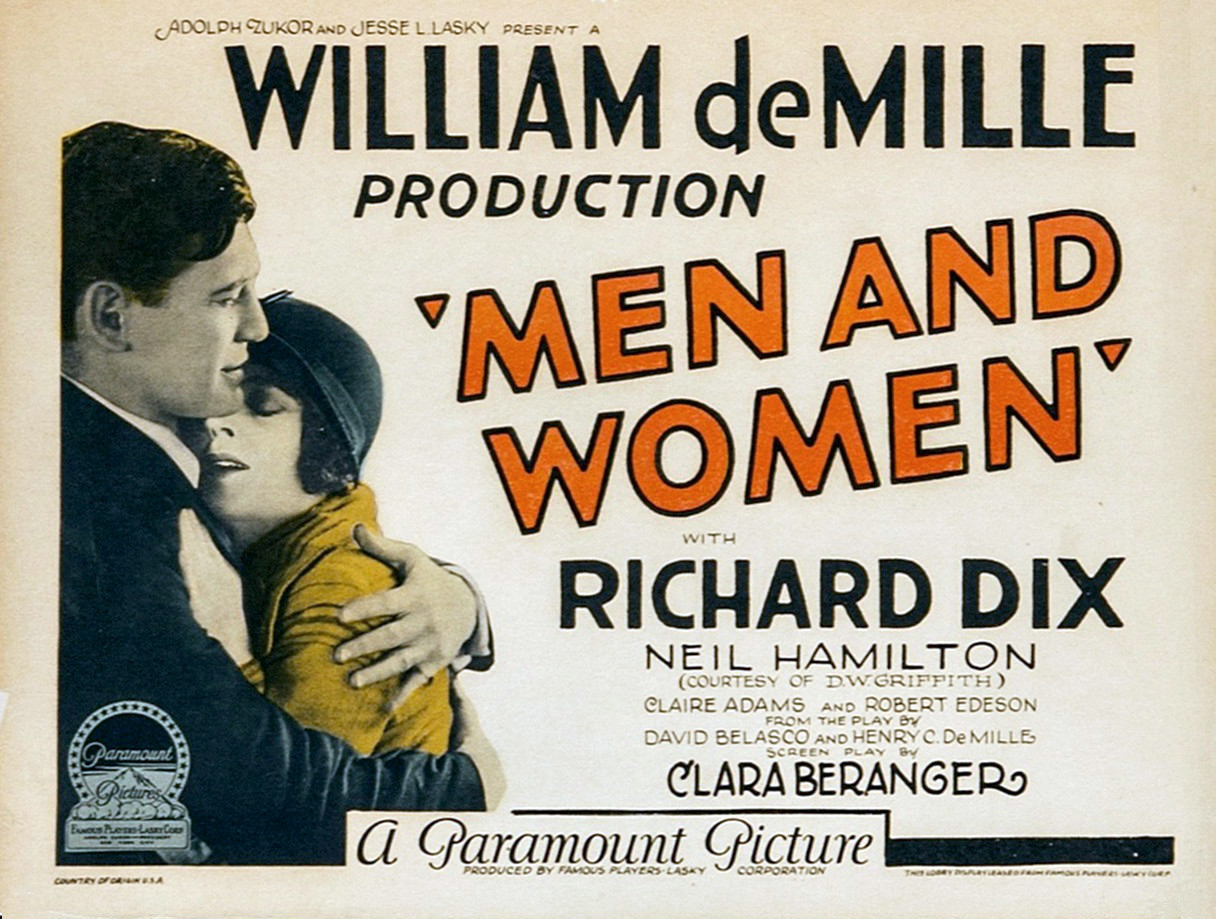
Carte promotionnelle du film.

Pour les articles homonymes, voir Men and Women.
Men and Women est un film américain réalisé par William C. de Mille et sorti en 1925. Il est adapté d'une pièce de théâtre écrite quelques années plus tôt par by David Belasco et Henry Churchill de Mille, le père du réalisateur,.

## Synopsis
Robert Stevens braque la banque où il travaille, et lors de son procès il est condamné à six ans d'emprisonnement. Alors qu'il est en prison, sa femme meurt et sa petite fille, Agnès, est placée dans un couvent. A l'expiration de sa peine, Stevens retrouve sa fille et s'installe en Arizona, prenant le nom de Stephen Rodman.

## Fiche technique
- Réalisation : William C. de Mille

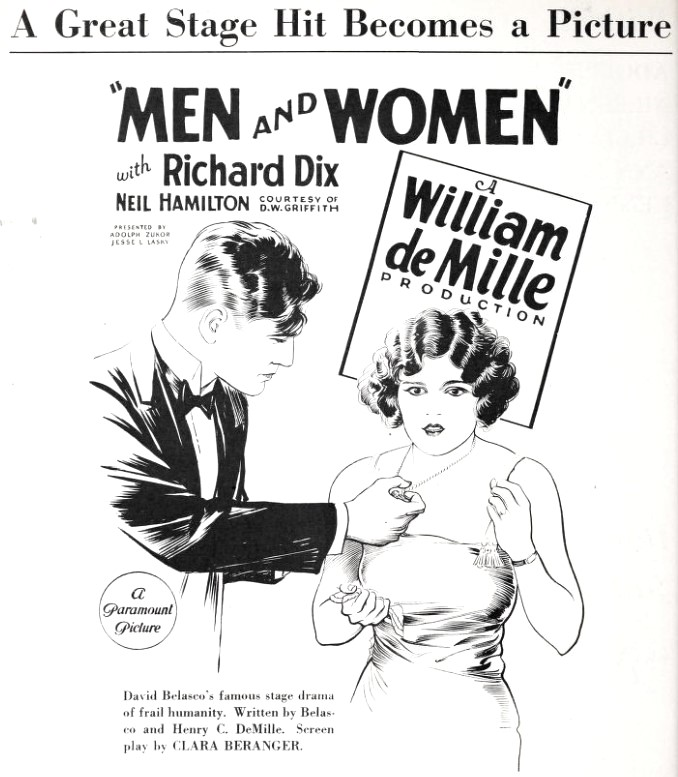
Annonce pour le film dans Exhibitor Herald.

- Scénario : Clara Beranger d'après la pièce Men and Women de David Belasco et Henry Churchill de Mille
- Producteurs : Adolph Zukor, Jesse Lasky
- Photographie : L. Guy Wilky
- Distributeur : Paramount Pictures
- Durée : 60 minutes
- Date de sortie :
  - États-Unis : 23 mars 1925

## Distribution
- Richard Dix : Will Prescott
- Claire Adams : Agnes Prescott
- Neil Hamilton : Ned Seabury
- Henry Stephenson : Arnold Kirke
- Robert Edeson : Israel Cohen
- Flora Finch : Kate